# روستای صخره‌ای حیله‌ور
روستای صخره‌ای حیله‌ور مربوط به دوره ایلخانی است و در شهرستان اسکو، استان آذربایجان شرقی، در ۱۵ کیلومتری شهر اسکو نرسیده به روستای توریستی کندوان واقع شده است و این اثر در تاریخ ۱۱ مرداد ۱۳۸۴ با شمارهٔ ثبت ۱۲۶۲۲ به‌عنوان یکی از آثار ملی ایران به ثبت رسیده‌است.